# Eric Barker
Eric Barker (Thornton Heath, Surrey, Egyesült Királyság, 1912. február 12. – Faversham, Kent, 1990. június 1.) BAFTA-díjas angol színpadi és filmszínész, komikus, író, forgatókönyvíró. Legismertebb szerepeit a Folytassa-filmsorozat korai filmjeiben játszotta.

## Élete

### Származása, pályakezdése
Három testvére között ő volt a legfiatalabb. A Surrey megyei Croydonban nőtt fel. Már négyéves korában megjelent egy mozifilmben, 1919-ig, hétéves koráig további öt filmben volt gyermekszínész. A Whitgift School-ban tanult. Beállt apjának papírkereskedelmi cégéhez, de hamarosan otthagyta, mert írásra adta a fejét. 18 éves korában jelent meg első regénye, The Watch Hunt címmel. Tehetséges író volt, sok kisebb-nagyobb novellát írt és adott közre. Az 1930-as években írta Sea Breezes-t (még Christopher Bentley álnév alatt), a Day Gone By-t, és a Golden Gimmicket, már saját neve alatt. P. G. Wodehouse azt írta róla, hogy „igazi tehetsége van a humoros írásokhoz.”
Hamarosan színpadra állt a londoni Windmill Theatre-ban, mint humorista. Itt ismerte meg Pearl Hackney színésznőt, akit 1936-ban elvett feleségül.

### Színész-komikusi pályája
A második világháború idején a Brit Királyi Haditengerészet kötelékében szolgált, a Merry Go Round című szórakoztató rádióműsor állandó szóvivője volt. Közreműködött a műsor forgatókönyveinek írásában és a műsorból készült könyvnek is egyik szerzője volt. Felesége, Pearl Hackney is vele együtt dolgozott az adás munkatársaként. A háború után a rádiós szórakoztató műsort más cím alatt, töretlen sikerrel vitték tovább tovább.
Az 1950-es években Barker átment a televízióhoz, ahol The Eric Barker Half-Hour cím alatt saját rendszeres humoros show-műsort kapott. 1951–1953 között a műsor készítésében felesége is közreműködött.
1957-ben Roy Boulting Brothers in Law című vígjátékában megkapta első filmszerepét, felnőtt korú színészként. 1958-ban neki ítélték a legígéretesebb elsőfilmes főszereplőnek járó BAFTA-díjat, annak ellenére, hogy életének első filmszerepeit valójában már gyermekként, négy évtizeddel korábban eljátszotta, sőt az 1930-as években volt egy-két kisebb filmszerepe.
Az 1950-es évek végétől számtalan kisebb-nagyobb szerepet kapott, elsősorban filmvígjátékokban. Gerald Thomas rendező legkorábbi Folytassa-filmjei közül háromban játszott, továbbá az 1960-as A torpedó visszalő című Gerald Thomas-vígjátékban is, amelyet hivatalosan nem sorolnak a Folytassa-sorozathoz. 1962-ben megírta a Folytassa-sorozat első színes filmjének, a Folytassa a hajózást!-nak a forgatókönyvét.
1971-ben Barker bekerült az ITV televízió This Is Your Life show-műsorába, önálló estet kapott. 1978-ban, hatvanadik életéve felé közeledve még egyszer visszatért a Folytassa-sorozat kései, utolsó előtti darabjához, a Folytassa, Emmanuelle-hez. (Kenneth Williams és Kenneth Connor és ő voltak az egyetlenek, akik itt is, és a sorozat legelső, 1958-as nyitó filmjében, a Folytassa, őrmester!-ben is megjelentek.)

### Magánélete
Barker 1936-ban vette feleségül Pearl Hackney színésznőt (1916-2009), aki mellette maradt haláláig, 1990-ig. 1942-ben született leányuk, Petronella Barker szintén színésznő lett és 1967–1972 között Anthony Hopkins felesége volt. Lányának Hopkinstól 1968-ben született leánya, Barker unokája, Abigail Hopkins is színésznő, énekesnő, dalszerző.
Barker a kenti Favershamben, Canterbury közelében élt, itt hunyt el 1990-ben 78 éves korában. Stalisfield Green-ben, Faversham mellett, a St. Mary’s templom temetőjében van eltemetve.

## Főbb filmszerepei

### Gyermekszínészként
- 1916: Tom Brown’s Schooldays, gyermek Arthur
- 1917: Daddy, gyermek Johnny
- 1918: Nelson, gyermek Nelson
- 1919: His Dearest Possession, gyermek Charlie Lobb
- 1919: The Toilers, gyermek Jack
- 1919: Sheba, gyermek Rex Ormatroyd

### Felnőtt színészként
- 1937: Carry on London, önmaga
- 1938: On Velvet, n/a
- 1951–1953: The Eric Barker Half-Hour, tévésorozat, önmaga
- 1957: Brothers in Law, Alec Blair (BAFTA-díj)
- 1957: Blue Murder at St. Trinian’s, Culpepper-Brown
- 1958: Folytassa, őrmester! (Carry On Sergeant), Potts kapitány
- 1959: Something in the City, tévésorozat, George Keyes
- 1960: Folytassa, rendőr! (Carry On Constable), Mills rendőrfelügyelő
- 1960: A torpedó visszalő (Watch Your Stern), David Foster kapitány
- 1960: The Pure Hell of St. Trinian’s, Culpepper-Brown
- 1961: Majdnem baleset (Nearly a Nasty Accident), légügyi miniszter
- 1961: Viharos együttes (Raising the Wind), Dr. Morgan Rutherford
- 1961: Alfred Hitchcock bemutatja, tévésorozat, I Spy epizód, Mr. Frute
- 1962: Brothers in Law, tévésorozat, Mr. Starling
- 1962: Én és a gengszter (On the Beat), rendőrorvos
- 1962: Gyors Lady (The Fast Lady), Wentworth
- 1963: Egér a Holdon (The Mouse on the Moon), az M.I.5. embere
- 1963: Z Cars, tévésorozat, Mr. Pawson
- 1964: Folytassa a kémkedést! (Carry On Spying), kémfőnök
- 1965: Danger Man, tévésorozat, Mr. Lovegrove
- 1965: Three Hats for Lisa, zenés komédia, rendőrkapitány
- 1965: Azok a csodálatos férfiak a repülő masináikban (Those Magnificent Men in Their Flying Machines), francia postás
- 1966: The Great St. Trinian’s Train Robbery, Culpepper-Brown
- 1968: Father, Dear Father, tévésorozat, brigádvezető
- 1968: Bosszúállók (The Avengers), Mr. Pym
- 1969: A legjobb ház Londonban (The Best House in London), névtelen
- 1970: Lány a levesemben (There’s a Girl in My Soup), esküvői vendég
- 1978: Folytassa, Emmanuelle (Carry On Emmannuelle), idős tábornok

## További információ
- Eric Barker a PORT.hu-n (magyarul)
- Eric Barker az Internetes Szinkronadatbázisban (magyarul)
- Eric Barker az Internet Movie Database-ben (angolul)
- Eric Barker a Rotten Tomatoeson (angolul)
- Eric Barker az AlloCiné weboldalán (franciául)
- Eric Barker Profile. famousfix.com. (Hozzáférés: 2023. január 18.)
- ↑ AndrewRoss:  Andrew Ross. Carry On Actors: The Complete Who’s Who of the Film Series (angol nyelven). Fantom Publishing (2015). ISBN 1-906358-95-8
- ↑ RobertRoss:  Robert Ross. The Carry On Companion. London: B.T. Batsford (2002). ISBN 0-7134-8771-2
- Carry On Line: Official Website of the Carry On films Archiválva 2021. január 25-i dátummal a Wayback Machine-ben